# Wereldkampioenschap rally in 2013
Het Wereldkampioenschap rally in 2013 was de eenenveertigste jaargang van het Wereldkampioenschap Rally (internationaal het World Rally Championship), georganiseerd door de Fédération Internationale de l'Automobile (FIA).

## Wijzigingen
- De teams zijn niet langer verplicht het complete seizoen te rijden, nu alleen één niet-Europese ronde gereden moet worden. De teams moeten minimaal aan zeven rondes deelnemen.
- Het seizoen 2013 ziet de introductie van een nieuwe rally categorie, Groep R. Geen nieuwe auto's zullen gehomologeerd worden onder Groep A of Groep N, en in plaats gereclasseerd worden onder Groep R, voordat deze uit competitie verdwijnen.
- Het kampioenschap heeft in Red Bull Media House een nieuwe promotor gevonden.

## Kalender
| Ronde | Datum           | Rally                      | Basis                          | Ondergrond | Ondergrond       |
| ----- | --------------- | -------------------------- | ------------------------------ | ---------- | ---------------- |
| 1     | 15-20 januari   | Rally van Monte Carlo      | Valence, Auvergne-Rhône-Alpes  |            | Asfalt en sneeuw |
| 2     | 8-10 februari   | Rally van Zweden           | Hagfors, Värmlands län         |            | Sneeuw en ijs    |
| 3     | 8-10 maart      | Rally van Mexico           | León, Guanajuato               |            | Gravel           |
| 4     | 10-12 april     | Rally van Portugal         | Faro, Algarve                  |            | Gravel           |
| 5     | 3-5 mei         | Rally van Argentinië       | Villa Carlos Paz, Córdoba      |            | Gravel           |
| 6     | 31 mei-2 juni   | Rally van Griekenland      | Loutraki, Korinthe             |            | Gravel           |
| 7     | 21-23 juni      | Rally van Sardinië         | Olbia, Gallura                 |            | Gravel           |
| 8     | 1-3 augustus    | Rally van Finland          | Jyväskylä, Keski-Suomi         |            | Gravel           |
| 9     | 23-25 augustus  | Rally van Duitsland        | Trier, Rijnland-Palts          |            | Asfalt           |
| 10    | 12-15 september | Rally van Australië        | Coffs Harbour, New South Wales |            | Gravel           |
| 11    | 3-6 oktober     | Rally van Frankrijk        | Straatsburg, Elzas             |            | Asfalt           |
| 12    | 25-27 oktober   | Rally van Catalonië        | Salou, Tarragona               |            | Asfalt en gravel |
| 13    | 15-17 november  | Rally van Groot-Brittannië | Deeside, Flintshire            |            | Gravel           |

### Wijzigingen
- De Rally van Australië vervangt de Rally van Nieuw-Zeeland door het gehanteerde rotatiesysteem van deze twee evenementen.
- De Rally van Groot-Brittannië keert terug op zijn traditionele plaats op de kalender als slotronde van het kampioenschap.

## Teams en rijders
| Inschrijvingen die in aanmerking komen om punten te scoren voor de constructeur. | Inschrijvingen die in aanmerking komen om punten te scoren voor de constructeur. | Inschrijvingen die in aanmerking komen om punten te scoren voor de constructeur. | Inschrijvingen die in aanmerking komen om punten te scoren voor de constructeur. | Inschrijvingen die in aanmerking komen om punten te scoren voor de constructeur. | Inschrijvingen die in aanmerking komen om punten te scoren voor de constructeur. | Inschrijvingen die in aanmerking komen om punten te scoren voor de constructeur. | Inschrijvingen die in aanmerking komen om punten te scoren voor de constructeur. |
| Inschrijving                                                                     | Constructeur                                                                     | Auto                                                                             | Band                                                                             | Nr.                                                                              | Rijder                                                                           | Navigator                                                                        | Rondes                                                                           |
| -------------------------------------------------------------------------------- | -------------------------------------------------------------------------------- | -------------------------------------------------------------------------------- | -------------------------------------------------------------------------------- | -------------------------------------------------------------------------------- | -------------------------------------------------------------------------------- | -------------------------------------------------------------------------------- | -------------------------------------------------------------------------------- |
| Citroën Total Abu Dhabi World Rally Team                                         | Citroën                                                                          | Citroën DS3 WRC                                                                  | M                                                                                | 1                                                                                | Sébastien Loeb                                                                   | Daniel Elena                                                                     | 1-2, 5, 11                                                                       |
| Citroën Total Abu Dhabi World Rally Team                                         | Citroën                                                                          | Citroën DS3 WRC                                                                  | M                                                                                | 2                                                                                | Mikko Hirvonen                                                                   | Jarmo Lehtinen                                                                   | 1-13                                                                             |
| Citroën Total Abu Dhabi World Rally Team                                         | Citroën                                                                          | Citroën DS3 WRC                                                                  | M                                                                                | 3                                                                                | Daniel Sordo                                                                     | Carlos del Barrio                                                                | 3-4, 6-9, 12-13                                                                  |
| Citroën Total Abu Dhabi World Rally Team                                         | Citroën                                                                          | Citroën DS3 WRC                                                                  | M                                                                                | 3                                                                                | Kris Meeke                                                                       | Chris Patterson                                                                  | 10                                                                               |
| Abu Dhabi Citroën Total World Rally Team                                         | Citroën                                                                          | Citroën DS3 WRC                                                                  | M                                                                                | 10                                                                               | Daniel Sordo                                                                     | Carlos del Barrio                                                                | 1, 5, 11                                                                         |
| Abu Dhabi Citroën Total World Rally Team                                         | Citroën                                                                          | Citroën DS3 WRC                                                                  | M                                                                                | 10                                                                               | Khalid Al-Qassimi                                                                | Scott Martin                                                                     | 2, 4, 6-7, 9-10, 12                                                              |
| Abu Dhabi Citroën Total World Rally Team                                         | Citroën                                                                          | Citroën DS3 WRC                                                                  | M                                                                                | 10                                                                               | Chris Atkinson                                                                   | Stéphane Prévot                                                                  | 3                                                                                |
| Abu Dhabi Citroën Total World Rally Team                                         | Citroën                                                                          | Citroën DS3 WRC                                                                  | M                                                                                | 10                                                                               | Kris Meeke                                                                       | Chris Patterson                                                                  | 8                                                                                |
| Abu Dhabi Citroën Total World Rally Team                                         | Citroën                                                                          | Citroën DS3 WRC                                                                  | M                                                                                | 10                                                                               | Robert Kubica                                                                    | Michele Ferrara                                                                  | 13                                                                               |
| Qatar M-Sport World Rally Team                                                   | Ford                                                                             | Ford Fiesta RS WRC                                                               | M                                                                                | 4                                                                                | Mads Østberg                                                                     | Jonas Andersson                                                                  | 1-13                                                                             |
| Qatar M-Sport World Rally Team                                                   | Ford                                                                             | Ford Fiesta RS WRC                                                               | M                                                                                | 5                                                                                | Jevgeni Novikov                                                                  | Ilka Minor                                                                       | 1-13                                                                             |
| Qatar World Rally Team                                                           | Ford                                                                             | Ford Fiesta RS WRC                                                               | M                                                                                | 6                                                                                | Juho Hänninen                                                                    | Tomi Tuominen                                                                    | 1                                                                                |
| Qatar World Rally Team                                                           | Ford                                                                             | Ford Fiesta RS WRC                                                               | M                                                                                | 6                                                                                | Nasser Al-Attiyah                                                                | Giovanni Bernacchini                                                             | 3, 6, 9, 12                                                                      |
| Qatar World Rally Team                                                           | Ford                                                                             | Ford Fiesta RS WRC                                                               | M                                                                                | 11                                                                               | Thierry Neuville                                                                 | Nicolas Gilsoul                                                                  | 1-13                                                                             |
| Jipocar Czech National Team                                                      | Ford                                                                             | Ford Fiesta RS WRC                                                               | D                                                                                | 21                                                                               | Martin Prokop                                                                    | Michal Ernst                                                                     | 2-4                                                                              |
| Jipocar Czech National Team                                                      | Ford                                                                             | Ford Fiesta RS WRC                                                               | M                                                                                | 21                                                                               | Martin Prokop                                                                    | Michal Ernst                                                                     | 5-9, 11-13                                                                       |
| Lotos Team WRC                                                                   | Ford                                                                             | Ford Fiesta RS WRC                                                               | M                                                                                | 12                                                                               | Michał Kościuszko                                                                | Maciej Szczepaniak                                                               | 7, 9                                                                             |
| Lotos Team WRC                                                                   | Mini                                                                             | Mini John Cooper Works WRC                                                       | D                                                                                | 12                                                                               | Michał Kościuszko                                                                | Maciej Szczepaniak                                                               | 1-5                                                                              |
| Volkswagen Motorsport                                                            | Volkswagen                                                                       | Volkswagen Polo R WRC                                                            | M                                                                                | 7                                                                                | Jari-Matti Latvala                                                               | Miikka Anttila                                                                   | 1-13                                                                             |
| Volkswagen Motorsport                                                            | Volkswagen                                                                       | Volkswagen Polo R WRC                                                            | M                                                                                | 8                                                                                | Sébastien Ogier                                                                  | Julien Ingrassia                                                                 | 1-13                                                                             |
| Volkswagen Motorsport II                                                         | Volkswagen                                                                       | Volkswagen Polo R WRC                                                            | M                                                                                | 9                                                                                | Andreas Mikkelsen                                                                | Mikko Markkula                                                                   | 4-8, 12-13                                                                       |
| Volkswagen Motorsport II                                                         | Volkswagen                                                                       | Volkswagen Polo R WRC                                                            | M                                                                                | 9                                                                                | Andreas Mikkelsen                                                                | Paul Nagle                                                                       | 10-11                                                                            |

| Grote inschrijvingen die niet in aanmerking komen om punten te scoren voor de constructeur. | Grote inschrijvingen die niet in aanmerking komen om punten te scoren voor de constructeur. | Grote inschrijvingen die niet in aanmerking komen om punten te scoren voor de constructeur. | Grote inschrijvingen die niet in aanmerking komen om punten te scoren voor de constructeur. | Grote inschrijvingen die niet in aanmerking komen om punten te scoren voor de constructeur. | Grote inschrijvingen die niet in aanmerking komen om punten te scoren voor de constructeur. | Grote inschrijvingen die niet in aanmerking komen om punten te scoren voor de constructeur. | Grote inschrijvingen die niet in aanmerking komen om punten te scoren voor de constructeur. |
| Inschrijving                                                                                | Constructeur                                                                                | Auto                                                                                        | Band                                                                                        | Nr.                                                                                         | Rijder                                                                                      | Navigator                                                                                   | Rondes                                                                                      |
| ------------------------------------------------------------------------------------------- | ------------------------------------------------------------------------------------------- | ------------------------------------------------------------------------------------------- | ------------------------------------------------------------------------------------------- | ------------------------------------------------------------------------------------------- | ------------------------------------------------------------------------------------------- | ------------------------------------------------------------------------------------------- | ------------------------------------------------------------------------------------------- |
| Bryan Bouffier                                                                              | Citroën                                                                                     | Citroën DS3 WRC                                                                             | M                                                                                           | 22                                                                                          | Bryan Bouffier                                                                              | Xavier Panseri                                                                              | 1                                                                                           |
| Abu Dhabi Citroën Total World Rally Team                                                    | Citroën                                                                                     | Citroën DS3 WRC                                                                             | M                                                                                           | 14                                                                                          | Daniel Sordo                                                                                | Carlos del Barrio                                                                           | 2                                                                                           |
| Benito Guerra                                                                               | Citroën                                                                                     | Citroën DS3 WRC                                                                             | M                                                                                           | 14                                                                                          | Benito Guerra                                                                               | Borja Rozada                                                                                | 3                                                                                           |
| Tomáš Kostka                                                                                | Citroën                                                                                     | Citroën DS3 WRC                                                                             | M                                                                                           | 122                                                                                         | Tomáš Kostka                                                                                | Miroslav Houšť                                                                              | 11                                                                                          |
| Jipocar Czech National Team                                                                 | Ford                                                                                        | Ford Fiesta RS WRC                                                                          | D                                                                                           | 21                                                                                          | Martin Prokop                                                                               | Michal Ernst                                                                                | 1                                                                                           |
| Julien Maurin                                                                               | Ford                                                                                        | Ford Fiesta RS WRC                                                                          | M                                                                                           | 24                                                                                          | Julien Maurin                                                                               | Nicolas Klinger                                                                             | 1                                                                                           |
| Julien Maurin                                                                               | Ford                                                                                        | Ford Fiesta RS WRC                                                                          | M                                                                                           | 120                                                                                         | Julien Maurin                                                                               | Nicolas Klinger                                                                             | 11                                                                                          |
| Qatar World Rally Team                                                                      | Ford                                                                                        | Ford Fiesta RS WRC                                                                          | M                                                                                           | 6                                                                                           | Matthew Wilson                                                                              | Giovanni Bernacchini                                                                        | 2                                                                                           |
| Qatar World Rally Team                                                                      | Ford                                                                                        | Ford Fiesta RS WRC                                                                          | M                                                                                           | 6                                                                                           | Nasser Al-Attiyah                                                                           | Giovanni Bernacchini                                                                        | 4                                                                                           |
| Qatar World Rally Team                                                                      | Ford                                                                                        | Ford Fiesta RS WRC                                                                          | M                                                                                           | 6                                                                                           | Elfyn Evans                                                                                 | Giovanni Bernacchini                                                                        | 7                                                                                           |
| Qatar World Rally Team                                                                      | Ford                                                                                        | Ford Fiesta RS WRC                                                                          | M                                                                                           | 15                                                                                          | Juho Hänninen                                                                               | Tomi Tuominen                                                                               | 2                                                                                           |
| Qatar World Rally Team                                                                      | Ford                                                                                        | Ford Fiesta RS WRC                                                                          | M                                                                                           | 15                                                                                          | Dennis Kuipers                                                                              | Robin Buysmans                                                                              | 4                                                                                           |
| Qatar World Rally Team                                                                      | Ford                                                                                        | Ford Fiesta RS WRC                                                                          | M                                                                                           | 23                                                                                          | Gabriel Pozzo                                                                               | Daniel Stillo                                                                               | 5                                                                                           |
| Henning Solberg                                                                             | Ford                                                                                        | Ford Fiesta RS WRC                                                                          | M                                                                                           | 16                                                                                          | Henning Solberg                                                                             | Emil Axelsson                                                                               | 2                                                                                           |
| Pontus Tidemand                                                                             | Ford                                                                                        | Ford Fiesta RS WRC                                                                          | M                                                                                           | 22                                                                                          | Pontus Tidemand                                                                             | Ola Fløene                                                                                  | 2                                                                                           |
| Autotek Motorsport                                                                          | Ford                                                                                        | Ford Fiesta RS WRC                                                                          | D                                                                                           | 25                                                                                          | Jari Ketomaa                                                                                | Kaj Lindström                                                                               | 2                                                                                           |
| Hasse Gustafsson                                                                            | Ford                                                                                        | Ford Fiesta RS WRC                                                                          | M                                                                                           | 27                                                                                          | Hasse Gustafsson                                                                            | Mikael Johansson                                                                            | 2                                                                                           |
| AT Rally Team                                                                               | Ford                                                                                        | Ford Fiesta RS WRC                                                                          | M                                                                                           | 28                                                                                          | Oleksii Tamrazov                                                                            | Pavlo Cherepin                                                                              | 2                                                                                           |
| AT Rally Team                                                                               | Ford                                                                                        | Ford Fiesta RS WRC                                                                          | M                                                                                           | 22                                                                                          | Per-Gunnar Andersson                                                                        | Emil Axelsson                                                                               | 7, 9                                                                                        |
| AT Rally Team                                                                               | Ford                                                                                        | Ford Fiesta RS WRC                                                                          | M                                                                                           | 23                                                                                          | Per-Gunnar Andersson                                                                        | Emil Axelsson                                                                               | 8                                                                                           |
| Hoonigan Racing Division                                                                    | Ford                                                                                        | Ford Fiesta RS WRC                                                                          | M                                                                                           | 43                                                                                          | Ken Block                                                                                   | Alex Gelsomino                                                                              | 3                                                                                           |
| Stohl Racing                                                                                | Ford                                                                                        | Ford Fiesta RS WRC                                                                          | M                                                                                           | 22                                                                                          | Daniel Oliveira                                                                             | Carlos Magalhāes                                                                            | 5                                                                                           |
| Juho Hänninen                                                                               | Ford                                                                                        | Ford Fiesta RS WRC                                                                          | M                                                                                           | 24                                                                                          | Juho Hänninen                                                                               | Tomi Tuominen                                                                               | 8                                                                                           |
| Romain Dumas                                                                                | Ford                                                                                        | Ford Fiesta RS WRC                                                                          | M                                                                                           | 22                                                                                          | Romain Dumas                                                                                | Denis Giraudet                                                                              | 11                                                                                          |
| Lionel Baud                                                                                 | Ford                                                                                        | Ford Fiesta RS WRC                                                                          | M                                                                                           | 121                                                                                         | Lionel Baud                                                                                 | Alexandre Chioso                                                                            | 11                                                                                          |
| Qatar M-Sport World Rally Team                                                              | Ford                                                                                        | Ford Fiesta RS WRC                                                                          | M                                                                                           | 22                                                                                          | Hayden Paddon                                                                               | John Kennard                                                                                | 12                                                                                          |
| Qatar M-Sport World Rally Team                                                              | Ford                                                                                        | Ford Fiesta RS WRC                                                                          | M                                                                                           | 22                                                                                          | Michał Sołowow                                                                              | Chris Patterson                                                                             | 13                                                                                          |
| Seashore Qatar Rally Team                                                                   | Ford                                                                                        | Ford Fiesta RS WRC                                                                          | M                                                                                           | 23                                                                                          | Abdulaziz Al-Kuwari                                                                         | Killian Duffy                                                                               | 12                                                                                          |
| Prodrive WRC Team                                                                           | Mini                                                                                        | Mini John Cooper Works WRC                                                                  | M                                                                                           | 22                                                                                          | Jarkko Nikara                                                                               | Jarkko Kalliolepo                                                                           | 8                                                                                           |
| Prodrive WRC Team                                                                           | Mini                                                                                        | Mini John Cooper Works WRC                                                                  | M                                                                                           | 23                                                                                          | Jarkko Nikara                                                                               | Jarkko Kalliolepo                                                                           | 2                                                                                           |
| ST Motors Oy                                                                                | Mini                                                                                        | Mini John Cooper Works WRC                                                                  | M                                                                                           | 25                                                                                          | Riku Tahko                                                                                  | Markus Soininen                                                                             | 8                                                                                           |
| Motorsport Italia                                                                           | Mini                                                                                        | Mini John Cooper Works WRC                                                                  | M                                                                                           | 22                                                                                          | Nathan Quinn                                                                                | David Green                                                                                 | 10                                                                                          |
| Volkswagen Motorsport II                                                                    | Volkswagen                                                                                  | Volkswagen Polo R WRC                                                                       | M                                                                                           | 9                                                                                           | Andreas Mikkelsen                                                                           | Mikko Markkula                                                                              | 8                                                                                           |

### Wijzigingen

##### Constructeurs
- Citroën breidt hun inschrijving uit naar drie auto's.
- Zowel Ford als Mini trekken formeel hun fabriekssteun terug in 2013.
- Hyundai keert terug in het kampioenschap na een absentie van tien jaar, waar het met de Hyundai i20 WRC een geselecteerd programma rijdt in 2013, in voorbereiding op een volledig seizoen in 2014. Hyundai was voorheen tussen 2000 en 2003 actief met de Accent WRC.
- Volkswagen gaat deelnemen aan een volledig seizoen als fabrieksteam met de Volkswagen Polo R WRC. Sébastien Ogier en navigator Julien Ingrassia, die in 2012 met een door Volkswagen Motorsport ingeschreven Škoda Fabia S2000 reden, zullen het team leiden.

##### Rijders
- Negenvoudig wereldkampioen Sébastien Loeb kondigt aan enkel een geselecteerd programma af te werken met Citroën in 2013. Hij zal starten in Monte Carlo, maar voor het resterende seizoen zijn er nog geen plannen bekend.
- Khalid Al-Qassimi keert na een jaar absentie terug in het kampioenschap in 2013. Na een lange periode gereden te hebben voor Ford, stapt hij over naar Citroën, waar hij in een door de fabriek geprepareerde DS3 WRC gaat rijden.
- Jari-Matti Latvala stapt over van het vertrekkende Ford naar Volkswagen, als teamgenoot van Sébastien Ogier.
- Daniel Sordo keert na twee jaar bij Mini te hebben gereden, terug naar het team van Citroën.
- M-Sport Ford gaat verder met de steun van Qatar als hoofdsponsor. Mads Østberg gaat als kopman een volle campagne rijden en Nasser Al-Attiyah zal zeven rondes afwerken voor het team.
- Andreas Mikkelsen gaat de derde auto besturen van Volkswagen in een geselecteerd programma.
- Thierry Neuville en Jevgeni Novikov gaan een volledig seizoen rijden met Qatar M-Sport Ford.

## Agenda en resultaten
| Kleur | Ondergrond       |
| ----- | ---------------- |
| Grijs | Asfalt           |
| Bruin | Gravel           |
| Roze  | Asfalt en gravel |
| Blauw | Sneeuw en ijs    |

| Ronde | Ronde | Rally                                                         | Podium             | Podium                | Podium                | Podium    | Statistieken | Statistieken | Statistieken | Statistieken |
| Ronde | Ronde | Rally                                                         | Pos.               | Rijder                | Auto                  | Tijd      | Proeven      | Afstand      | Gestart      | Gefinisht    |
| ----- | ----- | ------------------------------------------------------------- | ------------------ | --------------------- | --------------------- | --------- | ------------ | ------------ | ------------ | ------------ |
|       | 1     | 81ème Rallye Automobile de Monte-Carlo (16-19 januari 2013)   | 1.                 | Sébastien Loeb        | Citroën DS3 WRC       | 5:18.57,2 | 18           | 468,42 km    | 73           | 45           |
| 2.    | 1     | 81ème Rallye Automobile de Monte-Carlo (16-19 januari 2013)   | Sébastien Ogier    | Volkswagen Polo R WRC | 5:20.37,1             |           | 18           | 468,42 km    | 73           | 45           |
| 3.    | 1     | 81ème Rallye Automobile de Monte-Carlo (16-19 januari 2013)   | Daniel Sordo       | Citroën DS3 WRC       | 5:22.46,2             |           | 18           | 468,42 km    | 73           | 45           |
|       |       |                                                               |                    |                       |                       |           |              |              |              |              |
|       | 2     | 61st Rally Sweden (7-10 februari 2013)                        | 1.                 | Sébastien Ogier       | Volkswagen Polo R WRC | 3:11.41,9 | 22           | 337,91 km    | 43           | 34           |
| 2.    | 2     | 61st Rally Sweden (7-10 februari 2013)                        | Sébastien Loeb     | Citroën DS3 WRC       | 3:12.23,7             |           | 22           | 337,91 km    | 43           | 34           |
| 3.    | 2     | 61st Rally Sweden (7-10 februari 2013)                        | Mads Østberg       | Ford Fiesta RS WRC    | 3:13.06,4             |           | 22           | 337,91 km    | 43           | 34           |
|       |       |                                                               |                    |                       |                       |           |              |              |              |              |
|       | 3     | 26º Rally Guanajuato México (8-10 maart 2013)                 | 1.                 | Sébastien Ogier       | Volkswagen Polo R WRC | 4:30.31,2 | 23           | 394,88 km    | 25           | 20           |
| 2.    | 3     | 26º Rally Guanajuato México (8-10 maart 2013)                 | Mikko Hirvonen     | Citroën DS3 WRC       | 4:33.38,0             |           | 23           | 394,88 km    | 25           | 20           |
| 3.    | 3     | 26º Rally Guanajuato México (8-10 maart 2013)                 | Thierry Neuville   | Ford Fiesta RS WRC    | 4:34.50,8             |           | 23           | 394,88 km    | 25           | 20           |
|       |       |                                                               |                    |                       |                       |           |              |              |              |              |
|       | 4     | 47º Vodafone Rally de Portugal (10-12 april 2013)             | 1.                 | Sébastien Ogier       | Volkswagen Polo R WRC | 4:07.38,7 | 15           | 386,73 km    | 70           | 38           |
| 2.    | 4     | 47º Vodafone Rally de Portugal (10-12 april 2013)             | Mikko Hirvonen     | Citroën DS3 WRC       | 4:08.36,9             |           | 15           | 386,73 km    | 70           | 38           |
| 3.    | 4     | 47º Vodafone Rally de Portugal (10-12 april 2013)             | Jari-Matti Latvala | Volkswagen Polo R WRC | 4:11.43,2             |           | 15           | 386,73 km    | 70           | 38           |
|       |       |                                                               |                    |                       |                       |           |              |              |              |              |
|       | 5     | 33º Philips Rally Argentina (3-5 mei 2013)                    | 1.                 | Sébastien Loeb        | Citroën DS3 WRC       | 4:35.56,7 | 14           | 407,64 km    | 32           | 24           |
| 2.    | 5     | 33º Philips Rally Argentina (3-5 mei 2013)                    | Sébastien Ogier    | Volkswagen Polo R WRC | 4:36.51,7             |           | 14           | 407,64 km    | 32           | 24           |
| 3.    | 5     | 33º Philips Rally Argentina (3-5 mei 2013)                    | Jari-Matti Latvala | Volkswagen Polo R WRC | 4:37.57,5             |           | 14           | 407,64 km    | 32           | 24           |
|       |       |                                                               |                    |                       |                       |           |              |              |              |              |
|       | 6     | 59th Acropolis Rally (31 mei-2 juni 2013)                     | 1.                 | Jari-Matti Latvala    | Volkswagen Polo R WRC | 3:31.01,2 | 14           | 306,53 km    | 46           | 35           |
| 2.    | 6     | 59th Acropolis Rally (31 mei-2 juni 2013)                     | Daniel Sordo       | Citroën DS3 WRC       | 3:32.51,2             |           | 14           | 306,53 km    | 46           | 35           |
| 3.    | 6     | 59th Acropolis Rally (31 mei-2 juni 2013)                     | Thierry Neuville   | Ford Fiesta RS WRC    | 3:33.15,3             |           | 14           | 306,53 km    | 46           | 35           |
|       |       |                                                               |                    |                       |                       |           |              |              |              |              |
|       | 7     | 10º Rally d'Italia Sardegna (21-23 juni 2013)                 | 1.                 | Sébastien Ogier       | Volkswagen Polo R WRC | 3:22.57,9 | 16           | 304,50 km    | 51           | 36           |
| 2.    | 7     | 10º Rally d'Italia Sardegna (21-23 juni 2013)                 | Thierry Neuville   | Ford Fiesta RS WRC    | 3:24.14,7             |           | 16           | 304,50 km    | 51           | 36           |
| 3.    | 7     | 10º Rally d'Italia Sardegna (21-23 juni 2013)                 | Jari-Matti Latvala | Volkswagen Polo R WRC | 3:24.45,9             |           | 16           | 304,50 km    | 51           | 36           |
|       |       |                                                               |                    |                       |                       |           |              |              |              |              |
|       | 8     | 63rd Neste Oil Rally Finland (1-3 augustus 2013)              | 1.                 | Sébastien Ogier       | Volkswagen Polo R WRC | 2:43.10,4 | 23           | 324,21 km    | 96           | 57           |
| 2.    | 8     | 63rd Neste Oil Rally Finland (1-3 augustus 2013)              | Thierry Neuville   | Ford Fiesta RS WRC    | 2:43.47,4             |           | 23           | 324,21 km    | 96           | 57           |
| 3.    | 8     | 63rd Neste Oil Rally Finland (1-3 augustus 2013)              | Mads Østberg       | Ford Fiesta RS WRC    | 2:44.08,0             |           | 23           | 324,21 km    | 96           | 57           |
|       |       |                                                               |                    |                       |                       |           |              |              |              |              |
|       | 9     | 31. ADAC Rallye Deutschland (23-25 augustus 2013)             | 1.                 | Daniel Sordo          | Citroën DS3 WRC       | 3:15.19,4 | 16           | 371,86 km    | 66           | 52           |
| 2.    | 9     | 31. ADAC Rallye Deutschland (23-25 augustus 2013)             | Thierry Neuville   | Ford Fiesta RS WRC    | 3:16.12,4             |           | 16           | 371,86 km    | 66           | 52           |
| 3.    | 9     | 31. ADAC Rallye Deutschland (23-25 augustus 2013)             | Mikko Hirvonen     | Citroën DS3 WRC       | 3:17.55,5             |           | 16           | 371,86 km    | 66           | 52           |
|       |       |                                                               |                    |                       |                       |           |              |              |              |              |
|       | 10    | 22nd Coates Hire Rally Australia (12-15 september 2013)       | 1.                 | Sébastien Ogier       | Volkswagen Polo R WRC | 3:19.55,0 | 22           | 352,36 km    | 29           | 23           |
| 2.    | 10    | 22nd Coates Hire Rally Australia (12-15 september 2013)       | Thierry Neuville   | Ford Fiesta RS WRC    | 3:21.27,1             |           | 22           | 352,36 km    | 29           | 23           |
| 3.    | 10    | 22nd Coates Hire Rally Australia (12-15 september 2013)       | Mikko Hirvonen     | Citroën DS3 WRC       | 3:21.57,1             |           | 22           | 352,36 km    | 29           | 23           |
|       |       |                                                               |                    |                       |                       |           |              |              |              |              |
|       | 11    | 4ème Rallye de France - Alsace (3-6 oktober 2013)             | 1.                 | Sébastien Ogier       | Volkswagen Polo R WRC | 2:53.07,6 | 20           | 312,14 km    | 82           | 49           |
| 2.    | 11    | 4ème Rallye de France - Alsace (3-6 oktober 2013)             | Daniel Sordo       | Citroën DS3 WRC       | 2:53.19,8             |           | 20           | 312,14 km    | 82           | 49           |
| 3.    | 11    | 4ème Rallye de France - Alsace (3-6 oktober 2013)             | Jari-Matti Latvala | Volkswagen Polo R WRC | 2:53.27,1             |           | 20           | 312,14 km    | 82           | 49           |
|       |       |                                                               |                    |                       |                       |           |              |              |              |              |
|       | 12    | 49º Rally RACC Catalunya - Costa Daurada (25-27 oktober 2013) | 1.                 | Sébastien Ogier       | Volkswagen Polo R WRC | 3:33.21,2 | 15           | 355,92 km    | 59           | 40           |
| 2.    | 12    | 49º Rally RACC Catalunya - Costa Daurada (25-27 oktober 2013) | Jari-Matti Latvala | Volkswagen Polo R WRC | 3:33.54,1             |           | 15           | 355,92 km    | 59           | 40           |
| 3.    | 12    | 49º Rally RACC Catalunya - Costa Daurada (25-27 oktober 2013) | Mikko Hirvonen     | Citroën DS3 WRC       | 3:34.34,9             |           | 15           | 355,92 km    | 59           | 40           |
|       |       |                                                               |                    |                       |                       |           |              |              |              |              |
|       | 13    | 69th Wales Rally of Great Britain (15-17 november 2013)       | 1.                 | Sébastien Ogier       | Volkswagen Polo R WRC | 3:03.36,7 | 22           | 311,15 km    | 56           | 43           |
| 2.    | 13    | 69th Wales Rally of Great Britain (15-17 november 2013)       | Jari-Matti Latvala | Volkswagen Polo R WRC | 3:03.58,5             |           | 22           | 311,15 km    | 56           | 43           |
| 3.    | 13    | 69th Wales Rally of Great Britain (15-17 november 2013)       | Thierry Neuville   | Ford Fiesta RS WRC    | 3:05.01,2             |           | 22           | 311,15 km    | 56           | 43           |

## Kampioenschap standen

### Rijders
- Punten worden uitgereikt aan de top 10 geklasseerden.

| Pos.   | 1. | 2. | 3. | 4. | 5. | 6. | 7. | 8. | 9. | 10. |
| Punten | 25 | 18 | 15 | 12 | 10 | 8  | 6  | 4  | 2  | 1   |

- Extra punten worden vergeven aan de top 3 van de Power Stage; 3 punten voor de eerste tijd, 2 punten voor de tweede tijd en 1 punt voor de derde tijd.

| Pos. | Rijder               | MON | ZWE | MEX | POR | ARG | GRI | ITA | FIN | DUI | AUS | FRA | SPA | GBR | Ptn. |
| ---- | -------------------- | --- | --- | --- | --- | --- | --- | --- | --- | --- | --- | --- | --- | --- | ---- |
| 1    | Sébastien Ogier      | 2   | 1   | 1   | 1   | 2   | 101 | 1   | 12  | 171 | 1   | 13  | 12  | 1   | 290  |
| 2    | Thierry Neuville     | NF  | 5   | 3   | 17  | 5   | 3   | 2   | 21  | 2   | 2   | 42  | 41  | 31  | 176  |
| 3    | Jari-Matti Latvala   | NF  | 42  | 163 | 3   | 31  | 1   | 3   | 173 | 73  | 4   | 3   | 23  | 2   | 162  |
| 4    | Mikko Hirvonen       | 4   | 17  | 2   | 2   | 63  | 8   | NF  | 4   | 3   | 3   | 6   | 3   | NF  | 126  |
| 5    | Daniel Sordo         | 3   | NF  | 4   | 12  | 7   | 2   | 4   | 5   | 12  |     | 21  | NF  | 7   | 123  |
| 6    | Mads Østberg         | 6   | 3   | 112 | 82  | 7   | 6   | 8   | 3   | 9   | 5   | 8   | 6   | 41  | 102  |
| 7    | Jevgeni Novikov      | NF  | 9   | 10  | 4   | 4   | 92  | NF  | 6   | 10  | 71  | 5   | 5   | 192 | 69   |
| 8    | Sébastien Loeb       | 1   | 2   |     |     | 1   |     |     |     |     |     | NF  |     |     | 68   |
| 9    | Martin Prokop        | 7   | 7   | 9   | 7   | 10  | 7   | 5   | NF  | 4   |     | NF  | 7   | 6   | 61   |
| 10   | Andreas Mikkelsen    |     |     |     | 6   | 8   | 43  | NF  | 10  |     | 6   | 7   | NF  | 5   | 50   |
| 11   | Nasser Al-Attiyah    |     |     | 5   | 5   |     | 5   |     |     | 13  |     |     | NF  |     | 30   |
| 12   | Elfyn Evans          |     |     |     | 23  |     |     | 6   | NF  | 6   |     | 11  | NF  | 8   | 20   |
| 13   | Robert Kubica        |     |     |     | 19  |     | 11  | 9   | 9   | 5   |     | 9   | 9   | NF  | 18   |
| 14   | Bryan Bouffier       | 5   |     |     | 13  |     |     | 31  |     |     |     |     |     | NF  | 10   |
| 15   | Juho Hänninen        | NF  | 6   |     | NS  |     |     |     | 32  |     |     |     |     |     | 8    |
| 16   | Chris Atkinson       |     |     | 6   |     |     |     |     |     |     |     |     |     |     | 8    |
| 17   | Jari Ketomaa         |     | NF  |     |     |     |     |     | 7   |     |     |     |     | 9   | 8    |
| 18   | Hayden Paddon        |     |     |     |     |     |     |     | 11  | 8   | 16  |     | 8   |     | 8    |
| 19   | Michał Kościuszko    | 10  | 14  | NF  | NF  | NF  | NS  | 7   |     | NF  |     |     |     |     | 7    |
| 20   | Ken Block            |     |     | 7   |     |     |     |     |     |     |     |     |     |     | 6    |
| 21   | Khalid Al-Qassimi    |     | NF  |     | 9   |     | NF  | 10  |     | 11  | 9   |     | 11  |     | 5    |
| 22   | Sepp Wiegand         | 8   | 13  |     | 14  |     |     | NF  |     | 14  |     |     | NF  |     | 4    |
| 23   | Per-Gunnar Andersson |     |     |     | NF  |     |     | 13  | 8   | NF  |     |     |     |     | 4    |
| 24   | Benito Guerra        |     | NS  | 8   |     |     |     |     |     |     |     |     | 14  |     | 4    |
| 25   | Henning Solberg      |     | 8   |     |     |     |     |     |     |     |     |     |     |     | 4    |
| 25   | Nathan Quinn         |     |     |     |     |     |     |     |     |     | 8   |     |     |     | 4    |
| 27   | Olivier Burri        | 9   |     |     |     |     |     |     |     |     |     |     |     |     | 2    |
| 28   | Abdulaziz Al-Kuwari  |     |     | 16  | 12  | 13  | 13  | 11  |     |     | 10  |     | 10  |     | 2    |
| 29   | Yazeed Al-Rajhi      |     | 10  |     | NS  |     |     |     | 12  |     | 12  |     | 12  | 18  | 1    |
| 30   | Esapekka Lappi       | NF  |     |     | 10  |     |     |     | 31  |     |     |     |     |     | 1    |
| 31   | Romain Dumas         |     |     |     |     |     |     |     |     |     |     | 10  |     |     | 1    |
| 31   | Mark Higgins         |     |     |     |     |     |     |     |     |     |     |     |     | 10  | 1    |

| Kleur  | Resultaat                             |
| ------ | ------------------------------------- |
| Goud   | Winnaar                               |
| Zilver | 2e plaats                             |
| Brons  | 3e plaats                             |
| Groen  | Gefinisht, in punten                  |
| Blauw  | Gefinisht, geen punten                |
| Blauw  | Niet geklasseerd (NC: Not classified) |
| Paars  | Niet gefinisht (DNF: Did not finish)  |
| Zwart  | Gediskwalificeerd (DSQ: Disqualified) |
| Wit    | Uitgesloten (EX: Excluded)            |
| Wit    | Trok zich terug (WD: Withdrew)        |
| Wit    | Niet gestart (DNS: Did not start)     |
| Blank  | Geannuleerd (C: Cancelled)            |
| Blank  | Uitgesteld (PP: Postponed)            |

### Constructeurs
| Pos. | Constructeur       | MON | ZWE | MEX | POR | ARG | GRI | ITA | FIN | DUI | AUS | FRA | SPA | GBR | Ptn. |
| ---- | ------------------ | --- | --- | --- | --- | --- | --- | --- | --- | --- | --- | --- | --- | --- | ---- |
| 1    | Volkswagen         | 18  | 37  | 26  | 40  | 33  | 26  | 40  | 31  | 11  | 37  | 40  | 43  | 43  | 425  |
| 2    | Citroën            | 37  | 20  | 30  | 20  | 33  | 22  | 12  | 22  | 40  | 15  | 8   | 15  | 6   | 280  |
| 3    | Qatar M-Sport Ford | 10  | 21  | 6   | 18  | 20  | 18  | 4   | 23  | 14  | 16  | 14  | 18  | 16  | 190  |
| 4    | Qatar Ford         | 0   | 10  | 25  | 1   | 10  | 25  | 26  | 20  | 20  | 18  | 12  | 12  | 15  | 184  |
| 5    | Jipocar Ford       |     | 8   | 6   | 8   | 1   | 6   | 10  | 0   | 12  |     | 0   | 6   | 8   | 65   |
| 6    | Abu Dhabi Citroën  | 15  | 0   | 8   | 4   | 2   | 0   | 2   | 0   | 6   | 4   | 18  | 4   | 0   | 63   |
| 7    | Volkswagen II      |     |     |     | 10  | 4   | 12  | 0   |     |     | 8   | 6   | 0   | 10  | 50   |
| 8    | Lotos Mini/Ford    | 8   | 4   | 0   | 0   | 0   |     | 8   |     | 0   |     |     |     |     | 20   |